# Diecéze Visby
Diecéze Visby (švédsky Visby stift) je jedno ze 13 biskupství švédské církve. Jeho území zahrnuje kraj Gotland, tj. ostrov Gotland a několik malých sousedních ostrovů. Kromě toho je biskupství podřízeno 46 zahraničních farností švédské církve. Sídelním městem je Visby s tamní katedrálou jako hlavním kostelem. Od června 2018 do ledna 2022 byl zdejším biskupem Thomas Petersson. 
Biskupství se člení na 3 církevní okrsky (kontrakt) a 39 náboženských obcí (församlingar).